# 1532 Інарі
1532 Інарі (1532 Inari) — астероїд головного поясу, відкритий 16 вересня 1938 року.
Тіссеранів параметр щодо Юпітера — 3,232.